# 大福村 (福岡県)
大福村（だいふくむら）は、福岡県朝倉郡にあった村。

## 歴史
- 1889年（明治22年）4月1日 - 町村制の施行により、上座郡福成村、大庭村が発足。
- 1896年（明治29年）4月1日 - 郡の統合により上座郡と下座郡、夜須郡が合併し朝倉郡となる[1]。
- 1909年（明治42年）6月15日 - 朝倉郡福成村と大庭村が合併して大福村を新設。
- 1955年（昭和30年）3月31日 - 朝倉郡朝倉村、宮野村と合併して朝倉村を新設して消滅。